# Ceratozetella minima
Ceratozetella minima är en kvalsterart som först beskrevs av Sellnick 1928.  Ceratozetella minima ingår i släktet Ceratozetella och familjen Ceratozetidae. Inga underarter finns listade i Catalogue of Life.